# Coleman County
Coleman County är ett administrativt område i delstaten Texas, USA, med 8 895 invånare (2010). Den administrativa huvudorten (county seat) är Coleman.

## Geografi
Enligt United States Census Bureau har countyt en total area på 3 318 km². 3 263 km² av den arean är land och 54 km² är vatten.

### Angränsande countyn
- Callahan County - norr
- Brown County - öster
- McCulloch County - söder
- Concho County - sydväst
- Runnels County - väster
- Taylor County - nordväst